# Byrrhinus subregularis
Byrrhinus subregularis är en skalbaggsart som beskrevs av Maurice Pic 1923. Byrrhinus subregularis ingår i släktet Byrrhinus och familjen lerstrandbaggar. Inga underarter finns listade i Catalogue of Life.